# Elecciones presidenciales de Maldivas de 2003
Las elecciones presidenciales se llevaron a cabo en Maldivas el 17 de octubre de 2003. Maumoon Abdul Gayoom fue el único candidato propuesto por el Majlis. Su candidatura fue aprobada por el 90,3% de los votantes, de una participación del 77.46%.

## Resultados
| Candidato                          | Votos   | %     |
| ---------------------------------- | ------- | ----- |
| Maumoon Abdul Gayoom               | 102,909 | 90.27 |
| En contra                          | 11,083  | 9.73  |
| Votos en blanco/inválidos          | 827     | –     |
| Total                              | 114,849 | 100   |
| Votantes registrados/participación | 148,271 | 77.46 |
| Fuente: IFES                       |         |       |